# Kisarewszczyzna 1
Kisarewszczyzna 1 (biał. Кісарэўшчына 1; ros. Кисаревщина 1) – wieś na Białorusi, w obwodzie witebskim, w rejonie głębockim, w sielsowiecie Ozierce.

## Historia
W czasach zaborów w gminie Zalesie, w powiecie dzisieńskim, w guberni wileńskiej Imperium Rosyjskiego.
W latach 1921–1945 wieś leżała w Polsce, w województwie wileńskim, w powiecie dziśnieńskim, w gminie Zalesie.
Według Powszechnego Spisu Ludności z 1921 roku zamieszkiwało tu 198 osób, 12 było wyznania rzymskokatolickiego a 186 prawosławnego. Jednocześnie 1 mieszkaniec zadeklarował polską a 197 białoruską przynależność narodową. Były tu 34 budynki mieszkalne. W 1931 w 35 domach zamieszkiwało 212 osób.
Wierni należeli do parafii rzymskokatolickiej w Głębokiem i parafii prawosławnej w Zahorzu. Miejscowość podlegała pod Sąd Grodzki w Łużkach i Okręgowy w Wilnie; właściwy urząd pocztowy mieścił się w Zalesiu.